# Trifluoressigsäure
Trifluoressigsäure (TFA) ist eine synthetische chemische Verbindung und der kleinste Vertreter aus der Stoffgruppe der Perfluorcarbonsäuren. Sie ist das perfluorierte Derivat der Essigsäure, d. h., dass alle drei Wasserstoffatome der Methylgruppe durch Fluoratome ersetzt („substituiert“) sind. Ihre Salze und Ester heißen Trifluoracetate.

## Geschichte
1922 stellte Frédéric Swarts Trifluoressigsäure bzw. ihr Natriumsalz her und untersuchte deren physikochemischen Eigenschaften.

## Vorkommen
Trifluoressigsäure kommt durch Eintrag verschiedener Chemikalien in der Umwelt vor. Natürliche Quellen sind nicht bekannt. Im Meerwasser beträgt die Konzentration circa 200 ng pro Liter. Mitunter kann sich dieser Wert allerdings auch verzehnfachen. In der Umwelt entsteht sie aber unter anderem auch durch Photooxidation des häufig verwendeten Kältemittels 1,1,1,2-Tetrafluorethan. Überdies entsteht sie als atmosphärisches Abbauprodukt von fast allen synthetischen Kältemitteln der vierten Generation, die auch Hydrofluorolefine (HFO) genannt werden, wie zum Beispiel 2,3,3,3-Tetrafluorpropen. Ein weiterer Mechanismus führt über den Metabolismus perfluorierter Arzneistoffe wie Fluoxetin oder Flutamid zum Abbauprodukt Trifluoressigsäure. Einmal entstanden, ist sie in der Umwelt praktisch nicht mehr abbaubar (persistent). Mediankonzentrationen von einigen Mikrogramm pro Liter wurden in Bier und Tee gefunden. TFA wurde in 560 von 564 Trinkwasserproben aus der Schweiz und Liechtenstein gefunden (Bestimmungsgrenze: 0,1 μg/l; Mittelwert: 0,765 μg/l; höchster Wert: 20 μg/l). In den Niederlanden liegt der Richtwert für Trinkwasser bei 2,2 μg/l. In Dänemark und Italien liegen die (rechtlich verbindlichen) Höchstwerte bei 9 μg/l bzw. 10 μg/l.
Die TFA-Konzentrationen in Eisbohrkernen vom Devon Ice Cap und dem Mt.-Oxford-Eisfeld aus der kanadischen Arktis stieg zwischen etwa 1985 und 2015 stark an.

## Eigenschaften

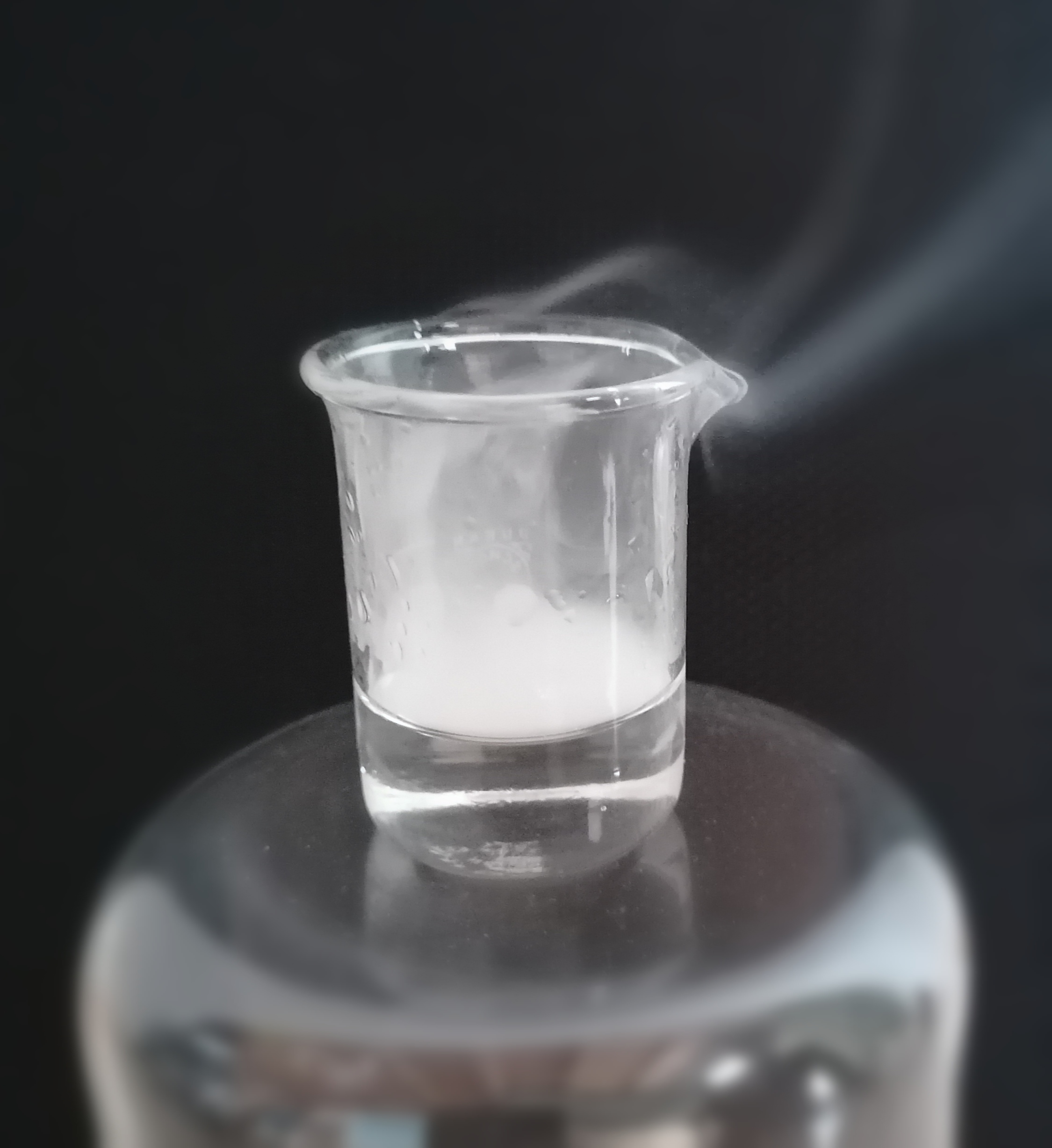
Trifluoressigsäure in einem Becherglas. Der Nebel ist deutlich zu sehen.

Trifluoressigsäure ist eine farblose, stark hygroskopische Flüssigkeit mit einem stechenden Essig-Geruch.
Sie ist gesundheitsschädlich beim Einatmen, verursacht schwere Verätzungen und ist auch in Verdünnung schädlich für Wasserorganismen.
Stark exotherme Reaktionen treten mit Metallen (besonders Leichtmetalle) und Laugen auf.
Trifluoressigsäure ist eine starke organische Säure. Sie ist mit Wasser, Fluorchlorkohlenwasserstoffen und organischen Lösungsmitteln mischbar. Ihr pKs-Wert beträgt 0,23.
Der große Unterschied des pKs-Wertes, im Vergleich zur Essigsäure, kommt durch den elektronenziehenden Effekt der Fluoratome zustande, wodurch das Säureanion stabilisiert wird.
TFA ist sehr mobil in der Umwelt und wird von Pflanzen aufgenommen.

## Verwendung
Trifluoressigsäure wird in der Biotechnologie als Lösungsmittel für Proteine genutzt. Problematisch ist die weitere Behandlung dieser Lösung. Im größeren Maßstab muss TFA im Hinblick auf Umweltauflagen zurückgewonnen werden (z. B. durch Destillation).

## Gefahrenbewertung
2024 reichte die BAuA bei der ECHA einen Vorschlag für eine Änderung der harmonisierten Einstufung ein: Die akute Toxizität soll von Kategorie 4 auf 3 verschärft werden. Zusätzlich soll TFA als reproduktionstoxisch Kategorie 1B („Kann das Kind im Mutterleib schädigen. Kann vermutlich die Fruchtbarkeit beeinträchtigen.“) sowie als PMT- und vPvM-Stoff eingestuft werden.
Im Juli 2025 widerrief Dänemark die Zulassung von 23 Pflanzenschutzmitteln mit folgenden PFAS-haltigen Wirkstoffen, weil diese im Boden und Grundwasser zu TFA abgebaut werden können, mit Fristen bis Ende 2025 bzw. September 2026: Fluazinam, Fluopyram, Diflufenican, Mefentrifluconazol, τ-Fluvalinat, Flonicamid.